# Björkö kyrka, Bohuslän
Björkö kyrka är en kyrkobyggnad belägen på Björkö i Öckerö kommun. Den tillhör Öckerö församling i Göteborgs stift och Svenska kyrkan.

## Kyrkobyggnaden
Kyrkan är byggd på frivillig väg utan skattemedel och ägs av Föreningen Björkö kyrka. Den färdigställdes och invigdes 1957 och är ritad av arkitekt Olov Geggen. 
Byggnadsmaterialet är gult fasadtegel och taket är belagt med enkupigt tegel. Entrén sker genom tornet vid långsidan nära västgaveln. Kyrkorummets tak är sadelformat med obemålad träpanel, mittgång och fasta bänkkvarter. Ett mindre kor finns bakom en halvcirkulär triumfbåge. Förutom kyrkorummet inrymmer byggnaden även ett församlingshem.  

## Orgel
Orgeln är byggd 2007 av Jānis Kalniņš i Ugale, Lettland och har tolv stämmor fördelade på två manualer och pedal.

### Disposition
| Huvudverk (I) C-g3    | Manual (II) C-g3        | Pedalverk (P) C-f1 | Koppel  |
| Principal 8' (från F) | Gedackt 8'              | Subbas 16'         | I/P     |
| Dubbelflöjt 8'        | Salicional 8' (från c0) | Gedackt 8'         | II/P    |
| Octava 4'             | Spetsflöjt 4'           |                    | II/I    |
| Quinta 3'             |                         |                    | II 4'/I |
| Octava 2'             |                         |                    |         |
| Ters 1 3⁄5' (från c1) |                         |                    |         |
| Dulcian 8'            |                         |                    |         |